# 吕嘉 (南越国)

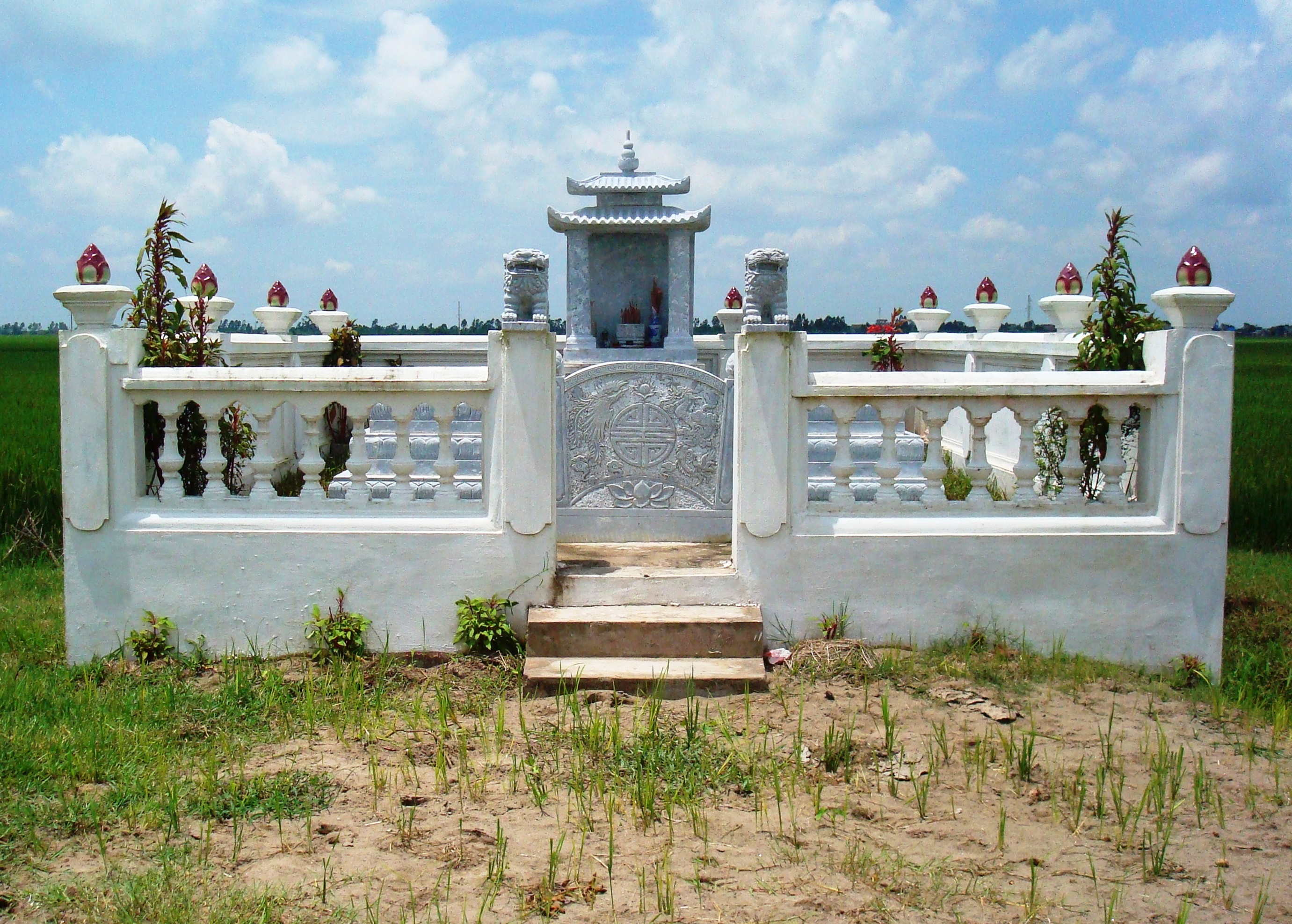
位于越南太平省南池社的吕嘉及其結拜兄弟阮名俍的墓地

吕嘉（粵語：Leoi5gaa1，越南語：Lữ Gia；？—前110年），岭南番禺（今广州市）地区越族人首领。南越国丞相。他连续担任趙眜、趙嬰齊、趙興、趙建德四代南越君主的辅臣，权倾一时。后来，吕嘉因反对西汉对南越的统治，被汉武帝发兵征讨，于前110年为汉军所杀。

## 生平
呂嘉的名字在《史記·南越列傳》中趙興即位、安國少季出使南越後第一次出現。吕嘉为南越朝中元老，权高位重，吕氏宗族全都与王室联姻通婚，“其相吕嘉年长矣，相三王，宗族官仕为长吏者七十余人，男尽尚王女，女尽嫁王子兄弟宗室，及苍梧秦王有连。其居国中甚重，越人信之，多为耳目者，得众心愈于王。”
而根據越南方面《大越史記全書·趙紀》的說法，吕嘉出生在南越國的九真郡（今越南清化省），年輕時曾經擔任交趾郡其母家鄉（今越南北寧省）的地方官，「丁巳、元年，漢元朔五年，以呂嘉為太傅。」呂嘉在前125年趙嬰齊即位後兼任南越國的太傅 。

## 汉使入越
公元前135年，南越国第二代君主赵眜被迫把太子赵婴齐送到汉武帝身边做宿卫长达12年之久。赵婴齐去长安之前，曾在南越娶当地的南越女人为妻，并生长子赵建德，赵婴齐去长安做宿卫后，又娶了邯郸樛氏做妻子，生下次子赵兴。公元前122年赵眜病逝，赵婴齐归国继位，废长立幼，将次子赵兴立为太子，樛氏立为王后。
初平匈奴后，汉武帝想把汉朝势力延伸入南越国，于公元前113年派安国少季、辩士谏大夫终军、勇士魏臣等出使南越，告谕赵兴和樛太后，让他们比照内地诸侯进京朝拜，内属汉朝；又令卫尉路博德则率兵驻守桂阳，接应使者，在军事上威慑南越。安国少季来南越后，与樛太后私通，南越人因此多不信任樛太后。赵兴年少，太后害怕发生动乱，屡次劝说南越王和群臣请求归属汉朝，并上书天子，请求比照内地诸侯，三年朝见天子一次，撤除边境的关塞。汉武帝遂将丞相、内史、中尉、大傅等官印赐给南越，其余的官职由南越自己安置；让南越比照内地的诸侯用汉朝的法律，废除南越以前的黥刑和劓刑，还命使者都留下来镇抚南越，力求南越的局势平稳。在接到汉武帝的谕旨后，南越王及王太后开始整理行装和贵重财物，为进京朝见天子做准备。
作为南越国的实权掌握者的吕嘉，不愿归汉，屡次托病不去会见汉朝使者。樛太后和赵兴害怕吕嘉首先发难，就想先发制人。樛太后在宫中设宴款待汉朝使团，要求南越高级官吏都必须参加，是想借汉使之力来杀死吕嘉等人。吕嘉按约赴宴，为防不测，令其弟带兵守在宫外。在宴席中，太后当面指出吕嘉不愿归属汉朝的行为，想以此激怒汉使出手杀死吕嘉。考虑到吕嘉之弟正率兵守在宫外，安国少季等使者犹豫不决，没敢动手。此时吕嘉见形势不妙，随即起身出宫，樛太后大怒，用矛撞击吕嘉，但被赵兴阻止了。
吕嘉回去后，赶紧把他弟弟的士兵分出一部分，安排到自己的住处，加强防卫，并托病不再去见赵兴和使者，还暗中同大臣们密谋，准备发动叛乱。赵兴一向无意杀掉吕嘉，吕嘉自己也知道这一点，因此数月过去，吕嘉都没有采取行动。樛太后想自己动手杀掉吕嘉，但因为权势单薄，在南越不得人心，没有能力独自完成此事。双方并未动手，但却在暗地里积极准备，形势已然是剑拔弩张。

## 吕嘉起事
汉武帝得知南越国政权危机四伏的消息，责怪安国少季等使者胆怯无能；同时又认为赵兴和樛太后已经归附汉朝，唯独吕嘉作乱，不值得兴师动众，就于公元前112年派遣韩千秋和樛太后的弟弟樛乐，率兵两千前往南越。韩千秋和樛乐刚踏上南越国土，双方的僵持局面即将被打破，面对不利形势，吕嘉等人即刻发难。他首先广造舆论，随后和他弟弟领兵攻入王宫，杀害了赵兴、樛太后和汉朝的使者終軍等人。杀死赵兴之后，又派人告知苍梧秦王赵光和各郡县官员，立赵婴齐与南越籍妻子所生的长子术阳侯赵建德为南越王。并着手开始应对汉军。
韩千秋和樛乐所率之军一路所向披靡，殊不知是吕嘉诱敌深入之计，最终在离番禺（南越都城，今广州）四十里的地方，被吕嘉突发奇兵所灭。事后，吕嘉一面让人把汉朝使者的符节用木匣装好封上，放置到边塞之上，向汉朝谢罪，一面同时派兵守卫在要害的地方。

## 武帝平越
得知汉军被灭之后，汉武帝非常震怒，他下令抚恤死难者的亲属，并下了出兵南越的诏书。公元前112年秋，汉武帝调遣罪人和江淮以南的水兵共10万人，兵分五路进攻南越。第一路卫尉路博德为伏波将军，率兵从长沙国桂阳（今湖南境内），直下湟水；第二路主爵都尉楊僕为楼船将军，走豫章郡（今江西境内），直下横浦；第三路和第四路是归降汉朝被封侯的两个南越人为戈船将军和下厉将军，率兵走出零陵（今湖南境内），然后一路直下漓水（今广西漓江），一军直抵苍梧（今广西境内）；第五路以驰义侯利用巴蜀的罪人，调动夜郎国的军队，直下牂柯江。漢朝入侵南越的消息傳到閩越國，閩越王余善發兵八千人，請求跟隨楊僕征討南越。但事實上余善對兩國之間的戰爭持觀望的態度，表面上順從漢朝，暗中卻與呂嘉相勾結。行軍到東海郡揭陽縣時，余善就以颱風為藉口，撤軍回國。
这场激烈的战争持续了整整1年，一直到公元前111年的冬天，汉军大部人马放火攻打番禺城，南越人纷纷向汉军投降。吕嘉和赵建德见大势已去，在天亮之前率领几百名部下乘船出逃。最后，赵建德为汉军的校尉司马苏弘俘虏，吕嘉也被原南越国郎官孙都擒获。吕嘉和南越王赵建德被擒之后，南越国属下各郡县皆不战而降。汉武帝平定南越后，将原来的南越国属地设置了九个郡，直接归属汉朝。

## 身後
汉将路博德将吕嘉首级献给汉武帝时，汉武帝正在汲县的新中乡（今新乡市西南6公里的张固城村），武帝大喜，取擒获吕嘉之义，改新中乡为“获嘉县”，并置县，属河内郡。漢武帝將呂嘉的子孫宗族全部遷徙到了四川一帶，「置不韋縣，以彰先人之惡。」
越南民間傳說呂嘉護送趙建德從海路逃到交趾（今越南寧平省），在海邊被漢軍擊敗遇害。今日在河內市、太平省、寧平省、清化省和北寧省都有呂嘉的祠廟。越南民間信仰稱他為“保公”、“南天聖王”、“呂南帝”，呂嘉與其傳說中的結拜兄弟阮名俍在農曆三月二十五被祭祀。河內、胡志明市、南定、大叻都有以他的名字命名的道路。

## 後世评价
- 司马迁所著《史記》，在评价南越亡国时，用了这样一句话：“吕嘉小忠，令佗无后”。[7]
- 越南史官黎文休在編纂《大越史記》時，這樣評價呂嘉：「呂嘉之諫哀王及樛太后，使毋求為諸侯，毋除邊關，可謂能重越矣。然諫不從，義當盡，率群臣於朝廷，面陳帝陳漢帝越之利害，庶幾哀王、太后有所感悟。若猶不從，則當引咎避位，不爾則用伊、霍故事，別選明王子一人代位，使哀王得如太甲、昌邑保全性命，則進退不失。今乃弑其君以逞私怨，又不能以死守國，使越分裂而入臣漢人，則呂嘉之罪有不容誅者矣。」[8]
- 越南歷史學家阮鄰在《光榮的史頁》一書中讚揚呂嘉是「趙氏王朝的忠臣」，是越南「第一個民族英雄」[9]。
- 河內的呂嘉廟的玉譜評價：“獨不漢印為荣，確然求內附為不便，不可謂非智；誅少季，滅千秋，亟封漢印，㨿守要害，攄先王之憤於九泉，不可謂非勇；廢一君立一君，惟知事武帝子孫，趙氏社稷，死生以之，遑悔其他，不可謂非義。”[10]

### 引用
1. ↑  梁廷枏《南越五主传》引《粤记》：“嘉本越人之雄，佗因越之所服而相之”。
2. 1 2  司馬遷. . .  [-61].
3. ↑  《資治通鑒·卷二十·漢紀十二》
4. 1 2  《古南越國史》，第232頁
5. ↑  《續漢書·郡國志》註引《華陽國志》
6. ↑  . trithucvn. 2022-01-25  [2022-04-17]. （原始内容存档于2020-11-01）.
7. ↑  .   [2011-04-08]. （原始内容存档于2012-04-29）.
8. ↑  《大越史記全書》，吳士連等撰，陳荊和編校，東京大學東洋文化硏究所附屬東洋學文獻センター（昭和59－61年）（1984－1986），120~121頁。
9. ↑  《越南古代史》，（越南）陶維英 著，科學出版社1959年出版，166—168頁。
10. ↑  《山西省國威府栗柴總多福社玉譜古籙·呂南帝事跡》人称之曰：獨不漢印為荣，確然求內附為不便，不可謂非智；誅少季，滅千秋，亟封漢印，㨿守要害，攄先王之憤於九泉，不可謂非勇；廢一君立一君，惟知事武帝子孫，趙氏社稷，死生以之，遑悔其他，不可謂非義。從来北方之民，歲時奉祀祈禳，無不靈驗焉。